# Turbanella brusci
Turbanella brusci is een buikharige uit de familie Turbanellidae. Het dier komt uit het geslacht Turbanella. Turbanella brusci werd in 2002 voor het eerst wetenschappelijk beschreven door Hochberg. 